# Devon Wylie
Devon Wylie (Sacramento, California; 2 de septiembre de 1988-13 de noviembre de 2023) fue un jugador estadounidense de fútbol americano que jugó cinco temporadas con nueve equipos en la NFL en la posición de wide receiver.

## Carrera
A nivel universitario jugó para los Fresno State Bulldogs de 2007 a 2011 donde acumuló 1327 yardas y ocho touchdowns en 44 partidos. Sería seleccionado en la cuarta ronda en la posición 107 del Draft de la NFL de 2012 por los Kansas City Chiefs, donde en su primera temporada solo jugó seis partidos y principalmente era utilizado en los equipos especiales para regreso de patadas.
En septiembre de 2013 sería liberado por los Chiefs y sería contratado por los Arizona Cardinals donde estuvo en el equipo de práctica. En noviembre de ese año es contratado por los Tennessee Titans donde cumplió como regresador de patadas, pero sería dejado en libertad por soltar un balón en un partido que perdieron ante los Indianapolis Colts. En diciembre sería contratado por los Seattle Seahawks para el equipo de práctica pero sería liberado dos días después. Días después sería contratado por los San Francisco 49ers en el equipo de práctica, siendo puesto en la lista de transferibles en agosto de 2014 luego del corte de jugadores antes de iniciar la temporada.
El 21 de octubre de 2014 sería contratado en el equipo de práctica de los St. Louis Rams, firmando con el primer equipo en diciembre y sería puesto en la lista de transferibles en agosto de 2015. Sería firmado por los Oakland Raiders en agosto pero sería puesto en lista de transferibles un mes después. En octubre de 2015 sería contratado en el equipo de práctica de los Atlanta Falcons, pero sería dejado en libertad dos meses después.
En 2016 pasaría a jugar con los Toronto Argonauts de la Canadian Football League, equipo con el que jugó hasta agosto de 2017.